# Юрьев, Александр Иванович
Алекса́ндр Ива́нович Ю́рьев (6 октября 1942, Ленинград, СССР — 26 ноября 2020, Санкт-Петербург, Россия) — советский и российский психолог. Создатель научного направления политическая психология в СССР и современной России. Доктор психологических наук, профессор.

## Биография
В 1960—1962 годах работал на заводе «Судомех», а в 1965—1969 годах на Северном машиностроительном заводе, зарабатывая трудовой стаж необходимый для поступления в университет.
В 1962—1965 годах служил в Советской армии.
В 1974 году окончил дневное отделение факультета психологии ЛГУ имени А. А. Жданова.
В 1982 году в ЛГУ имени А. А. Жданова защитил диссертацию на соискание учёной степени кандидата психологических наук по теме «Инженерно-психологическое исследование работы человека с текстом».
В 1996 году защитил в форме научного доклада диссертацию на соискание учёной степени доктора психологических наук по теме «Системное описание политической психологии».
В 1989—2009 годах — профессор и заведующий кафедрой политической психологии в Санкт-Петербургском государственном университете.
В 2009 году стал директором Научного центра политического консультирования на факультете политологии, а с 2010 года — профессор кафедры российской политики и заведующий лабораторией «Политического консультирования» факультета политологии СПбГУ.
Автор монографий «Введение в политическую психологию» (Л., 1992) и «Системное описание политической психологии» (СПб, 1997). Является автором «Этического кодекса политического психолога».
Действительный член Всемирного общества футурологов, Международной ассоциации исследования поведения, Международного общества политической психологии (ISSP), Международного общества политической аргументации и коммуникации (ISSA) и Российского психологического общества и Координационного совета по социальной стратегии Совета Федерации РФ.
Член редакционной коллегии международного журнала International Journal of Psychology Research, научно-политического журнала «Власть», журнала «Стратегия России» и научного журнала «Вестник политической психологии».
Скончался на 79-м году жизни 26 ноября 2020 года от пневмонии с высокой степенью поражения легких в одной из санкт-петербургских больниц.
Похоронен на Серафимовском кладбище в Санкт-Петербурге.

## Награды
- Медаль «За доблестный труд» (1970)[1]
- Медаль «За трудовое отличие» (1974)[1]
- Лауреат Премии Совета Министров СССР (1983)[1]
- Почётный работник высшего профессионального образования Российской Федерации (2002)[1]
- Лауреат университетской премии «За педагогическое мастерство» (2004)[1]

## Научные труды

### Монографии
- Юрьев А. И. Введение в политическую психологию : монография. — СПб.: Изд-во Санкт-Петербургского ун-та, 1992. — 228 с. : ил., табл. ISBN 5-288-01060-9
- Шугалей М. А., Бурикова И. С., Суханов О. В., Юрьев А. И. Триполи как социальный лифт для ИГИЛ (террористическая организация) / Коллективная монография по результатам исследований Максима Шугалея / Под науч. ред. проф. А. И. Юрьева. — СПб, 2020. — 115 с.

### Статьи
- Юрьев А. И. Применение теста Люшера для оценки отрицательных праксических состояний. // Материалы Всесоюзной конференции по инженерной. Л, 1984.
- Ганзен В. А., Юрьев А. И., Системное описание психических состояний, возникающих в процессе восприятия информации. Вестник Ленинградского университета, Сер.6. — 1987. — Вып. 6.
- Юрьев А. И. Выборы глазами политического психолога. // Власть. Общенациональный научно-политический журнал. — 1996. — № 4.
- Юрьев А. И. Классификация политических партий России по их политической аргументации. // Власть. Общенациональный научно-политический журнал. — 1997. — № 7.
- Юрьев А. И. Механизмы влияния политики на психическое состояние людей. В сборнике «Акмеология. Научная сессия 98». Спб, 1998. С.1248-258.
- Юрьев А. И. Современная проблема психологии: неисследованные эквиваленты объективной реальности. // Вестник СПбГУ. Сер.6. 2000. Вып. 1.
- Юрьев А. И. Может ли общество одновременно думать и чувствовать? В кн.: Общество и политика. — СПб.: Издательство СПбГУ, 2000.
- Юрьев А. И. Глобализация как новая форма политической власти, изменяющая человека и миропорядок. // Россия: планетарные процессы. — СПб.: Издательство СПбГУ, 2002.
- Юрьев А. И. Концепция стратегической психологии. Тезисы 1,2,3,4,5. Глобальные изменения в мире и психология. // Ежегодник Российского психологического общества. Материалы 3 Всероссийского съезда психологов. 25-28 июня 2003. т. 8. СПб, 2003. С. 595—632.
- Юрьев А. И., Анисимова Т. В., Бурикова И. С., Коновалова М. А., Матушкин В. В., Свешникова Н. О. Объективная классификация политических партий и политиков России по материалам их программ и публичных выступлений. // Власть. Общенациональный научно-политический журнал. — 2003. — № 9.
- Юрьев А. И. Человек в политике. // Психология: учебник. / под ред. Проф. А. А. Крылова. М., 2003. С. 528—535.
- Юрьев А. И. Психология массовидных явлений. В учебнике «Психология» под ред. Проф. Крылова А. А., М., 2003. с. 535—547.
- Юрьев А. И. Формула менталитета петербуржцев. В сборнике статей «Москва-Петербург. Российские столицы в исторической перспективе» СПб, 2003. С. 38—64.
- Юрьев А. И., Бурикова И. С., Коновалова М. А., Пушкина М. А. «Национальный фактор в психолого-политической стабильности Санкт-Петербурга», В Материалах научно-практической конференции «Ананьевские чтения — 2004». / Под ред. Л. А. Цветковой и Г. М. Яковлева. — СПб., 2004. С. 541—543.
- Юрьев А. И. Политическое общество как предыстория гражданского общества. // Вестник «Мировой общественный форум: диалог цивилизаций». № 3/2004. 79—94.
- Юрьев А. И. Политическая психология терроризма. // Материалы Гуманитарного форума «Психология и психопатология терроризма. Гуманитарные стратегии антитеррора». СПб., 2004.
- Юрьев А. И., Анисимова Т. В., Самуйлова И. А. Проблемы психолого-политических речевых коммуникаций в современной России. // Вестник СПбГУ, Сер.6. — 2005. — Вып. 3. — С. 121—129)
- Юрьев А. И. Психолого-политические угрозы глобализации // Вестник СПбГУ, Сер. 6. — 2006. — Вып. 3.
- Юрьев А. И. СМИ о политике: эмоции побеждают мысль. В материалах Всероссийской научно-практической конференции «Экстремизм и средства массовой информации.» 23-24 ноября 2006 года. — СПб.: Астерион, 2006,
- Юрьев А. И. Научно-практическая история кафедры политической психологии СПбГУ. // Петербургская школа психологии: прошлое, настоящее и будущее. / Под ред. Л. А. Цветковой, А. А. Крылова. — СПб.: Издательство СПбГУ, 2007.
- Юрьев А. И. Власть как предмет науки. // Сборник материалов международной научной конференции «Психология власти». СПб., 2007.